# Deutsche Epilepsievereinigung
Die Deutsche Epilepsievereinigung e. V. ist der Bundesverband der Epilepsie-Selbsthilfe in Deutschland. Die Deutsche Epilepsievereinigung wurde 1988 gegründet und versteht sich als Interessenvertretung aller Menschen mit Epilepsie und ihrer Angehörigen in Deutschland.

## Zielsetzung und Kooperationen
Die Deutsche Epilepsievereinigung (kurz: DE) ist der Bundesverband der Epilepsie-Selbsthilfe in Deutschland. Ziel des Vereins ist es, Menschen mit Epilepsie zu helfen, ein selbstbestimmtes Leben zu führen und ihre Chancen in der Krankheitsbehandlung, Ausbildung und Beruf zu verbessern. Die Vertreter der Selbsthilfe wollen als gleichberechtigte Partner im Gesundheitswesen anerkannt sein. Außerdem setzt sich die Deutsche Epilepsievereinigung für die Aufklärung der Öffentlichkeit über Epilepsie ein und wirkt der Isolation von Anfallskranken entgegen.
Die Deutsche Epilepsievereinigung unterhält Beziehungen zum International Bureau for Epilepsy (IBE) und zu den Selbsthilfeverbänden in der Schweiz und Österreich. Außerdem arbeitet sie mit dem medizinischen Fachverband, der Deutschen Gesellschaft für Epileptologie (DGfE), zusammen. Zur Stiftung Michael und dem Verein Sozialarbeit bei Epilepsie bestehen ebenfalls enge Kontakte. Außerdem hat sie eine Arbeitsgemeinschaft der Epilepsie-Selbsthilfe in Deutschland ins Leben gerufen, der der Epilepsie-Bundeselternverband (e.b.e.), der Verein Dravet e. V. und alle Landesverbände der Epilepsie-Selbsthilfe angehören.

## Geschichte
Erste Epilepsie-Selbsthilfegruppen in der Bundesrepublik Deutschland entstanden ab Mitte der 1970er Jahre. Ein erstes bundesweites Treffen der Epilepsie-Selbsthilfegruppen gab es 1981 in Berlin-Charlottenburg, woraus sich ab 1983 die Jahrestagung der Epilepsie-Selbsthilfegruppen in Freudenberg (Siegerland) entwickelte. Dort wurde auch die Deutsche Epilepsievereinigung am 19. März 1988 gegründet. 
Ihre bisherigen Vorsitzenden waren
- Cornelia Riedlinger (von 1988 bis 1990)
- Klaus Göcke (von 1990 bis 2004)
- Ottokar „Oka“ Baum (von 2004 bis 2008)
- Norbert van Kampen (von 2008 bis 2014)
- Stefan Conrad (von 2014 bis 2020)
- Sybille Burmeister (von 2020 bis 2023)
- Winfried Bruns (seit 2023)

### Ehrenmitglieder
Die Deutsche Epilepsievereinigung hat folgende Ehrenmitglieder
- Wolfgang Walther
- Helga Renneberg
- Norbert van Kampen
- Dieter Janz
- Klaus Göcke (auch Ehrenvorsitzender)
- Heinz-Joachim Meencke
- Rupprecht Thorbecke
- Gisela Schüler
- Eberhard Niesel
- Wilhelm Rimpau
- Heike Hantel
- Stefan Conrad

### Eigene Mitgliedschaften
Die Deutsche Epilepsievereinigung ist Mitglied in den Organisationen
- International Bureau for Epilepsy (IBE)
- Paritätischer Wohlfahrtsverband
- BAG Selbsthilfe
- Kindernetzwerk
- Verein Sozialarbeit bei Epilepsie
- Deutsche Gesellschaft für Epileptologie (DGfE)
- Deutsche Hirnstiftung

## Aktivitäten

### Mitgliederzeitschrifteinfälle
Die Mitgliederzeitschrift einfälle erscheint viermal jährlich in einer Auflage von 5000 Exemplaren. Ziel der einfälle ist es zum einen, die Mitglieder über die Vereinsaktivitäten zu informieren und ihnen ein Forum für den Austausch untereinander zu bieten. Daneben geht es aber auch darum, Menschen mit Epilepsie und ihre Angehörigen über Themen zu informieren, die sie darin unterstützen können, mit der Erkrankung besser zurechtzukommen.

### Informationsmaterialien
Hier ist die Reihe mit Informationsfaltblättern zu nennen, die derzeit zu mehr als 50 verschiedenen Themen über medizinische und sozialmedizinische Aspekte des Lebens mit Epilepsie erscheinen. Aufgabe dieser Informationsfaltblätter ist es, das jeweilige Thema in kurzer, übersichtlicher und laienverständlicher Weise darzustellen und die Lesenden darüber zu informieren, wo sie weitere Informationen und Unterstützung erhalten können. Die Informationsfaltblätter sind kostenlos bei der Bundesgeschäftsstelle erhältlich und auch im Internet herunterladbar. Sie werden von vielen Einrichtungen aus dem Versorgungssystem für Menschen mit Epilepsie, Epilepsieberatungsstellen, Landesverbänden, Selbsthilfegruppen etc. angefordert und verteilt. Außerdem gibt es ausführliche Informationsbroschüren wie Epilepsie im Alltagsleben und Informationen zu Epilepsie in Leichter Sprache. Des Weiteren hat die Deutsche Epilepsievereinigung mehrere Kinderbücher wie das Bilderbuch Lisa und die besondere Sache im Angebot, das Eltern ihren (anfallskranken) Kindern vorlesen können, um sie in einer ihnen entsprechenden Form über die Epilepsie zu informieren. Lisa und die besondere Sache enthält auch eine Geschichte für Geschwisterkinder, ist also sowohl für (anfallskranke) Kinder als auch für deren Geschwister geeignet. Finanziert werden diese Materialien aus Mitteln des Bundesgesundheitsministeriums und der Selbsthilfeförderung der Krankenkassen.
Die Webseite umfasst Inhalte, die über das Krankheitsbild Epilepsie und die Bewältigung der Krankheit informieren. Sie werden den Interessen der Mitglieder und derjenigen, die sich ratsuchend an die Deutsche Epilepsievereinigung wenden, angepasst.

### Seminare
Die Deutsche Epilepsievereinigung bietet jedes Jahr eine Reihe von Seminaren zu unterschiedlichen Themen an, die in der Regel in Kleingruppen von bis zu maximal 20 Teilnehmenden durchgeführt werden. Ziel der Seminare ist es zum einen, die Teilnehmenden über das entsprechende Thema zu informieren und sie bei der Krankheitsbewältigung ihrer Epilepsie zu unterstützen. Darüber hinaus dienen die Seminare als Multiplikationsinstrument, denn viele der hier besprochenen Themen werden von den Landesverbänden und Selbsthilfegruppen aufgenommen und fließen in deren Arbeit ein. Da die Seminare zudem von Teilnehmenden aus unterschiedlichen Selbsthilfegruppen und Bundesländern besucht werden, ermöglichen sie einen Austausch der Gruppen untereinander.
Bei der Arbeitstagung der Deutschen Epilepsievereinigung handelt es sich um eine größere Veranstaltung zu jeweils einem bestimmten Thema, die von durchschnittlich 80 bis 100 Menschen besucht wird. Themen der vergangenen Jahre waren zum Beispiel „Neue Möglichkeiten in der Epilepsiebehandlung“, „Epilepsie und Genetik“, „Epilepsie und Arbeit“, „Epilepsie und Psyche“. Finanziert werden sie aus Mitteln des Bundesgesundheitsministeriums, der Deutschen Rentenversicherung und der Selbsthilfeförderung der Krankenkassen.

### Tag der Epilepsie
Beim Tag der Epilepsie (5. Oktober) handelt es sich um den Aktionstag, der jedes Jahr unter einem bestimmten Motto steht und an dem bundesweit Aktionen mit Bezug zum jeweiligen Motto des Tages stattfinden: Informationsstände in Fußgängerzonen, Informations- und Diskussionsveranstaltungen der Selbsthilfegruppen und Landesverbände, öffentlichkeitswirksame Veranstaltungen etc. Ziel des Aktionstages ist zum einen, eine möglichst breite Öffentlichkeit für die Belange von Menschen mit Epilepsie zu sensibilisieren, Kenntnisse zu verbessern und Vorurteile abzubauen. Zum anderen geht es darum, Menschen mit Epilepsie, die bisher noch keinen Bezug zur Selbsthilfe hatten, über die Aktivitäten zu informieren, sie zu ermutigen und ihnen Möglichkeiten zum Umgang mit der Erkrankung aufzuzeigen. Der Tag der Epilepsie wurde zum ersten Mal gemeinsam mit der DGfE und anderen Epilepsie-Organisationen am 5. Oktober 1996 in Heidelberg begangen und hatte damals das Thema „Der erste Anfall“.

### Beratung
Die Deutsche Epilepsievereinigung bietet im Rahmen eines ehrenamtlich betreuten Beratungstelefons drei Mal in der Woche eine Beratung von Betroffenen für Betroffene an.

### Politische Interessenvertretung
Auf politischer Ebene vertritt die DE die Interessen der Menschen mit Epilepsie gemeinsam mit der BAG Selbsthilfe, der DGfE, dem Verein Sozialarbeit bei Epilepsie und dem Netzwerk Epilepsie und Arbeit. Wichtig ist die Vertretung der Patientenseite im Gemeinsamen Bundesausschuss (durch Klaus Rozinat und Mario Hecker). Nach wie vor ist es ein Schwerpunkt der dortigen Aktivitäten, dass Menschen mit Epilepsie alle für sie notwendigen Therapien erhalten und die Kosten dafür von den Krankenkassen getragen werden. Ein Schwerpunkt ist, dass das Verfahren der frühen Nutzenbewertung neuer Medikamente so gestaltet wird, dass es sich an der Versorgungsrealität und an den Bedürfnissen anfallskranker Menschen orientiert und nicht an theoretischen Zielvorgaben, die am tatsächlichen Bedarf vorbeigehen.

### Informationsvermittlung und Öffentlichkeitsarbeit
Sowohl von Menschen mit Epilepsie und ihren Angehörigen als auch von Mitarbeitenden im Versorgungssystem für Menschen mit Epilepsie erhält die Deutsche Epilepsievereinigung telefonisch, per E-Mail oder auch postalisch Anfragen nach Informationsmaterialien zu bestimmten Themen, Ansprechpartnern für bestimmte Fragestellungen (z. B. in der Epilepsiebehandlung erfahrene Psychotherapeuten, spezialisierte Sozialdienste etc.) oder nach Referenten für Veranstaltungen. Für Journalisten von Print-Medien, Rundfunk und Fernsehen stellt die Deutsche Epilepsievereinigung Kontakte zu Menschen mit Epilepsie und/oder ihren Angehörigen her, die bereit sind, sich für einen Beitrag zur Verfügung zu stellen.

## Finanzierung
Finanziert wird die Arbeit des Bundesverbandes Deutsche Epilepsievereinigung über eingeworbene Fördermittel, die Mitgliedsbeiträge, Spenden und eine Unterstützung von Seiten der pharmazeutischen Industrie (in dieser Reihenfolge). Die Finanzierungsquellen sind auf der Webseite der Deutschen Epilepsievereinigung transparent gemacht.
Die Fördermittel stammen fast ausschließlich aus der Selbsthilfeförderung der Krankenkassen auf Grundlage des §20c SGB V, aus Mitteln des Bundesministeriums für Gesundheit und von der Deutschen Rentenversicherung Bund.
Der Mitgliedsbeitrag staffelt sich von 30 Euro über 75 Euro im Jahr als Regelbeitrag bis hin zu 750 Euro im Jahr für Unternehmen. Im Mitgliedsbeitrag enthalten ist der Bezug der Zeitschrift einfälle.
Forschende Arzneimittelfirmen und Hersteller von Hilfsmitteln für Menschen mit Epilepsie leisten durch Spenden einen finanziellen Beitrag zum Bestehen der Deutschen Epilepsievereinigung im Rahmen der sogenannten Pool-Förderung. Damit ist keine Gegenleistung durch die Deutsche Epilepsievereinigung verbunden. Auch diese Finanzierungsquelle ist auf der Webseite der Deutschen Epilepsievereinigung offengelegt.

## Struktur
Die Deutsche Epilepsievereinigung untergliedert sich in einen Bundesverband, derzeit fünf Landesverbände und fünf Landesbeauftragte sowie in Selbsthilfegruppen auf regionaler Ebene. Der Bundesverband basiert auf Einzelmitgliedern und hat mehrere untergeordnete Landesverbände, derzeit in Hessen, Berlin-Brandenburg, Niedersachsen, Nordrhein-Westfalen und Sachsen-Anhalt. Einige Bundesländer ohne eigenen Landesverband haben Landesbeauftragte. Die Abstimmung der Aktivitäten und gegenseitige Unterstützung von Bundesverband, Landesverbänden und Landesbeauftragten findet im Selbsthilfebeirat statt.
Die Aktivitäten auf allen Ebenen finden überwiegend ehrenamtlich statt, lediglich die Bundesgeschäftsstelle in Berlin und der Landesverband in Berlin-Brandenburg verfügen über angestellte Mitarbeiter. Der Bundesverband wird von einem fünfköpfigen Vorstand geleitet, der für die Dauer von zwei Jahren gewählt wird und ebenfalls auf ehrenamtlicher Basis arbeitet. Die Arbeit des Vorstandes wird durch eine Geschäftsstelle unterstützt, die sich in der Zillestraße 102 in Berlin-Charlottenburg befindet.
Die Basisarbeit der Deutschen Epilepsievereinigung findet in den Selbsthilfegruppen statt. Es gibt in Deutschland etwa 250 Selbsthilfegruppen von Menschen mit Epilepsie bzw. von Angehörigen von Menschen mit Epilepsie, viele von ihnen sind korporative Mitglieder der Deutschen Epilepsievereinigung. Im Mittelpunkt der Arbeit vieler Selbsthilfegruppen stehen das gemeinsame Gespräch und der Erfahrungsaustausch über alle mit Epilepsie verbundenen Themen (Gesprächsgruppen) sowie Informationsveranstaltungen und gemeinsame Unternehmungen.